# The Many Adventures of Winnie the Pooh (attractie)
The Many Adventures of Winnie the Pooh (Nederlands: Het Grote Verhaal van Winnie de Poeh) is een darkride in de attractieparken Magic Kingdom, het Disneyland Park in Anaheim, Hong Kong Disneyland en Shanghai Disneyland. De attractie is gebaseerd is op de tekenfilm Het Grote Verhaal van Winnie de Poeh. Tijdens de attractie leggen bezoekers in voertuigen een bepaald traject af. Door middel van decoratie en animatronics wordt het verhaal van Winnie de Poeh in een aantal scènes verteld.

## Locatie

### Disneyland Park (Anaheim)
Na de stijgende populariteit van de tekenfilm Winnie de Poeh. Maakte het park eind jaren 70 plannen voor een Winnie de Poeh-attractie in het Disneyland Park in Anaheim. Dit zou dan samenvallen met de renovatie van Fantasyland. Echter, in 1983, toen het gerenoveerde Fantasyland heropend werd, was er geen Winnie de Poeh-attractie aanwezig. Later, in 1988, werden er plannen gemaakt voor het themagebied Mickey's Toontown. In dit themagebied moest ook een Winnie the Pooh-attractie openen. De locatie die men voor ogen had, werd echter opgevuld door de darkride Roger Rabbit's Car Toon Spin. Uiteindelijk opende de darkride op 11 april 2003 in het themagebied Critter Country.

### Magic Kingdom
Ondanks de jarenlange diverse plannen voor een Winnie the Pooh-attractie in het Disneyland Park in Anaheim. Opende The Many Adventures of Winnie the Pooh eerder in het Magic Kingdom. De darkride verving de attractie Mr. Toad's Wild Ride. Er werd gebruik gemaakt van dezelfde ruimte en baan van deze attractie. De darkride opende 4 juni 1999 in het themagebied Fantasyland.

### Hong Kong Disneyland
De darkride opende op 12 september 2005 in Fantasyland.

### Shanghai Disneyland
Op 16 juni 2016 opende de darkride in Fantasyland.

## Afbeeldingen

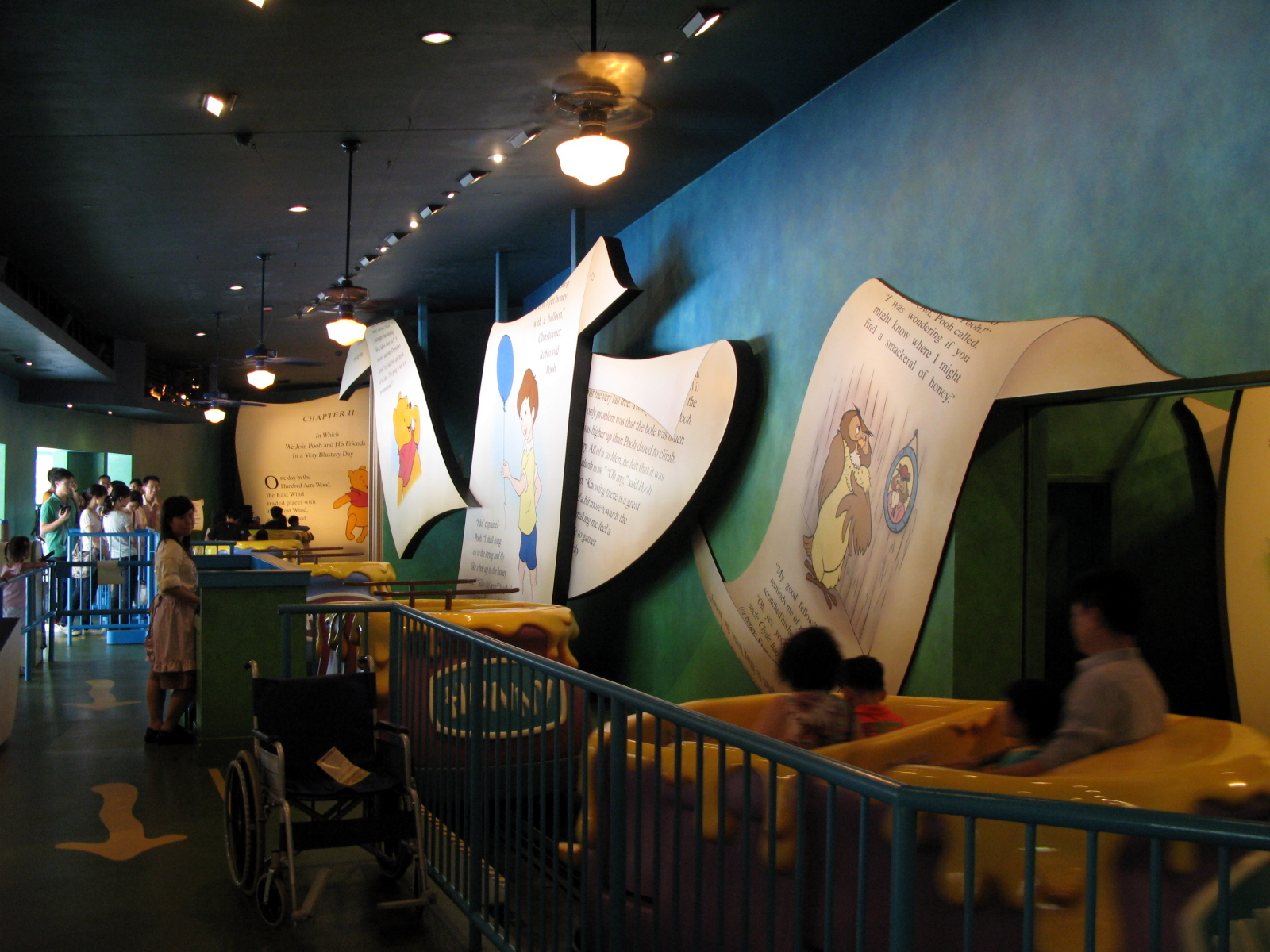
Hong Kong Disneyland
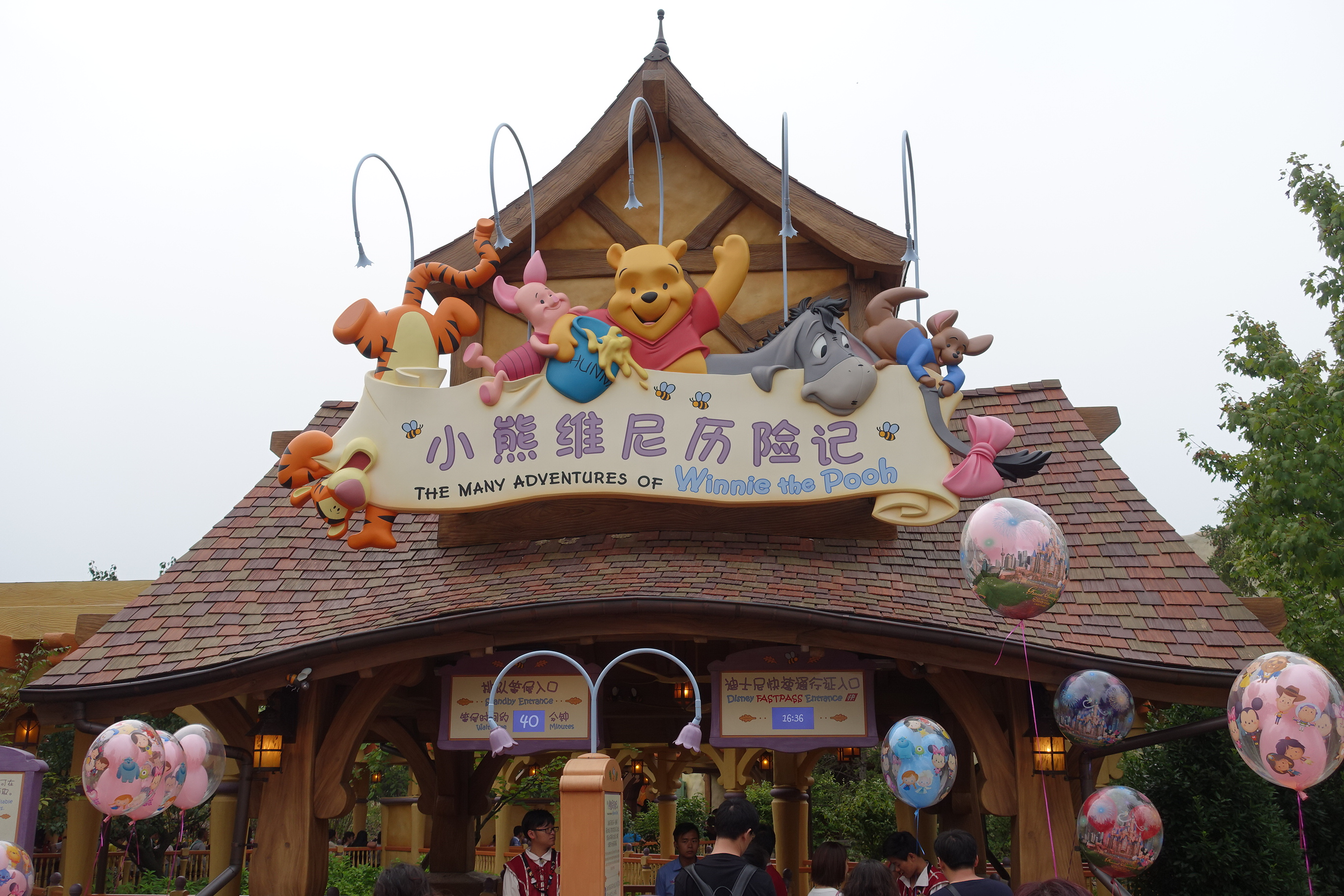
Entree in Shanghai Disneyland.
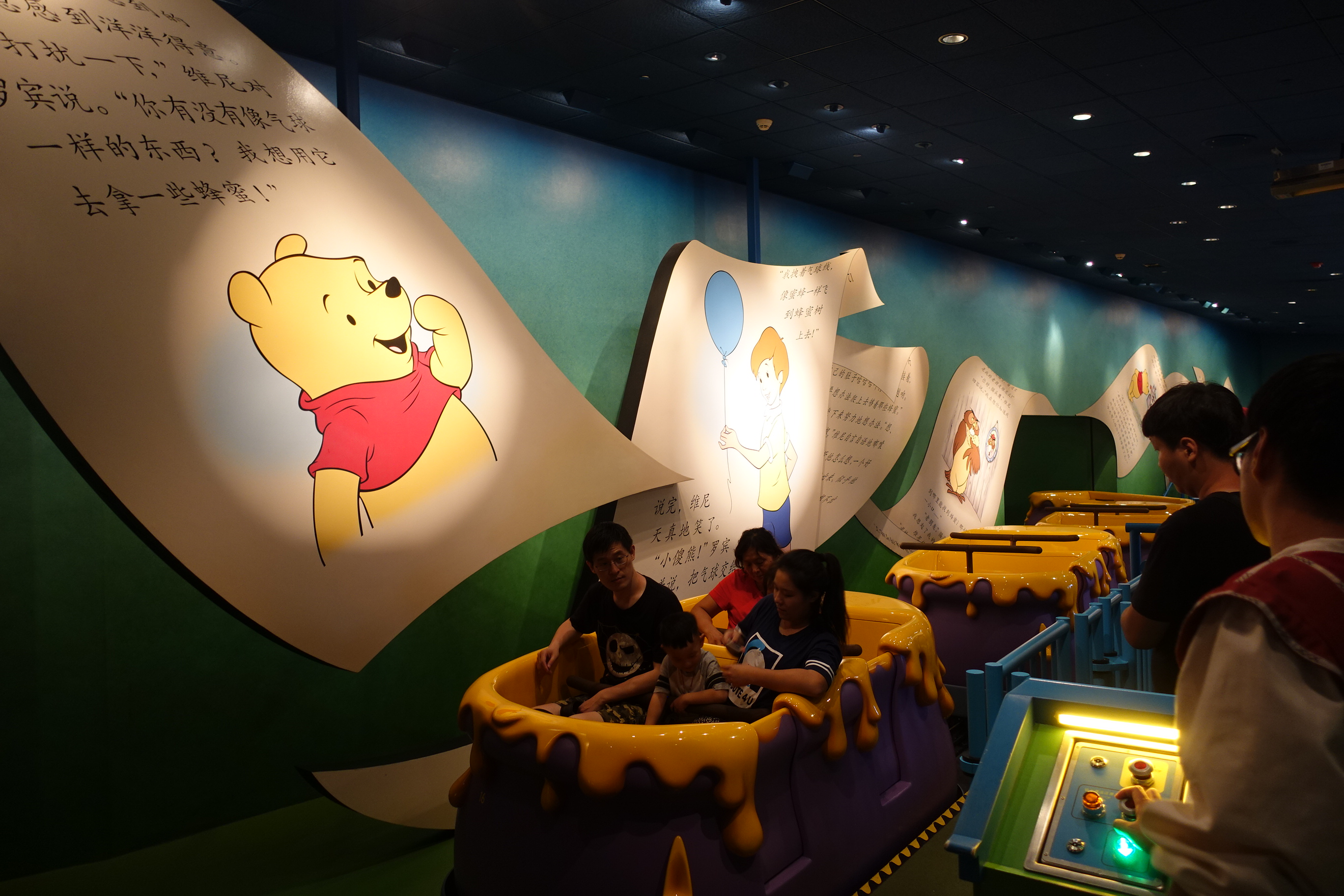
Station in Shanghai Disneyland.
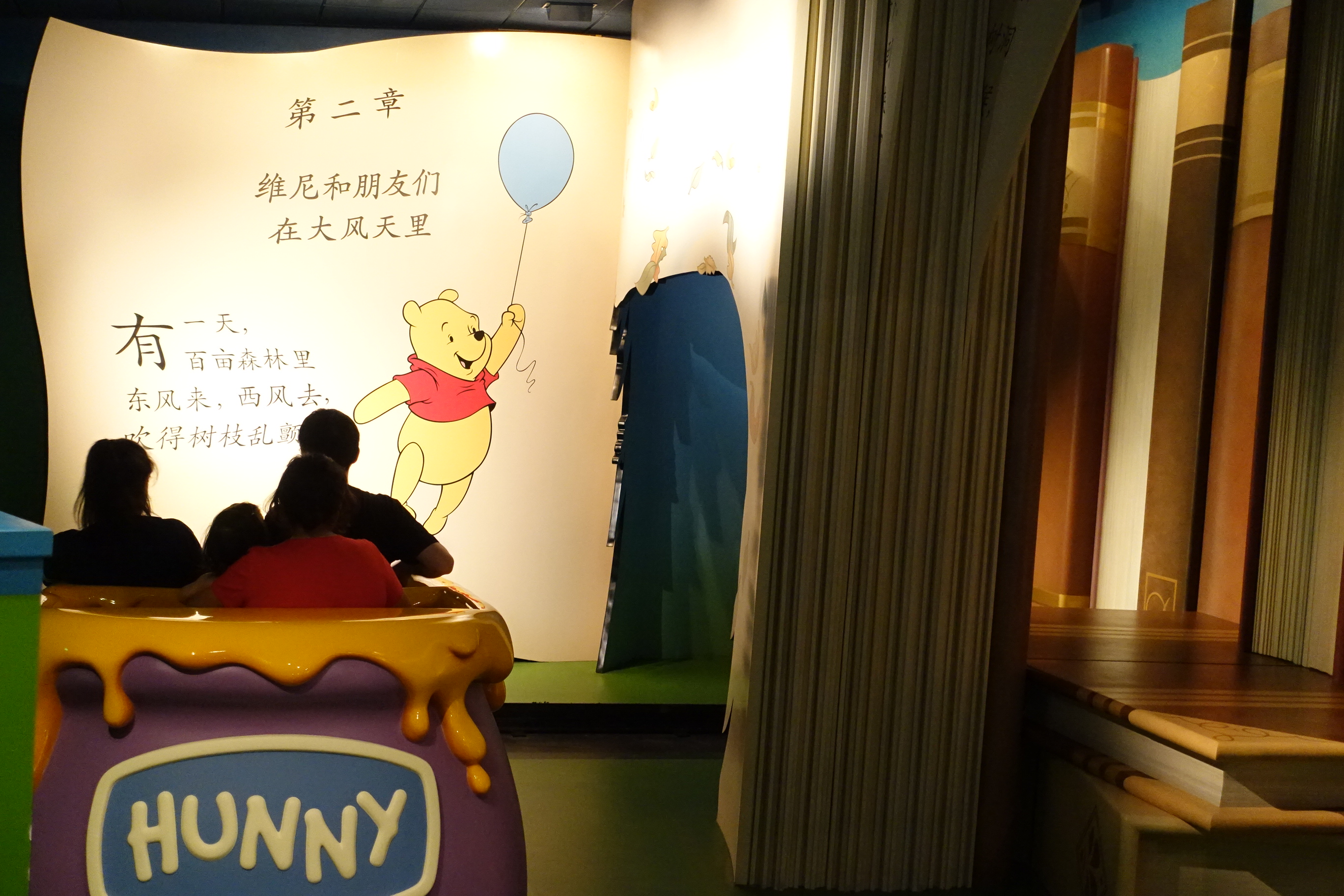
Voertuigen tijdens de rit in Shanghai Disneyland.
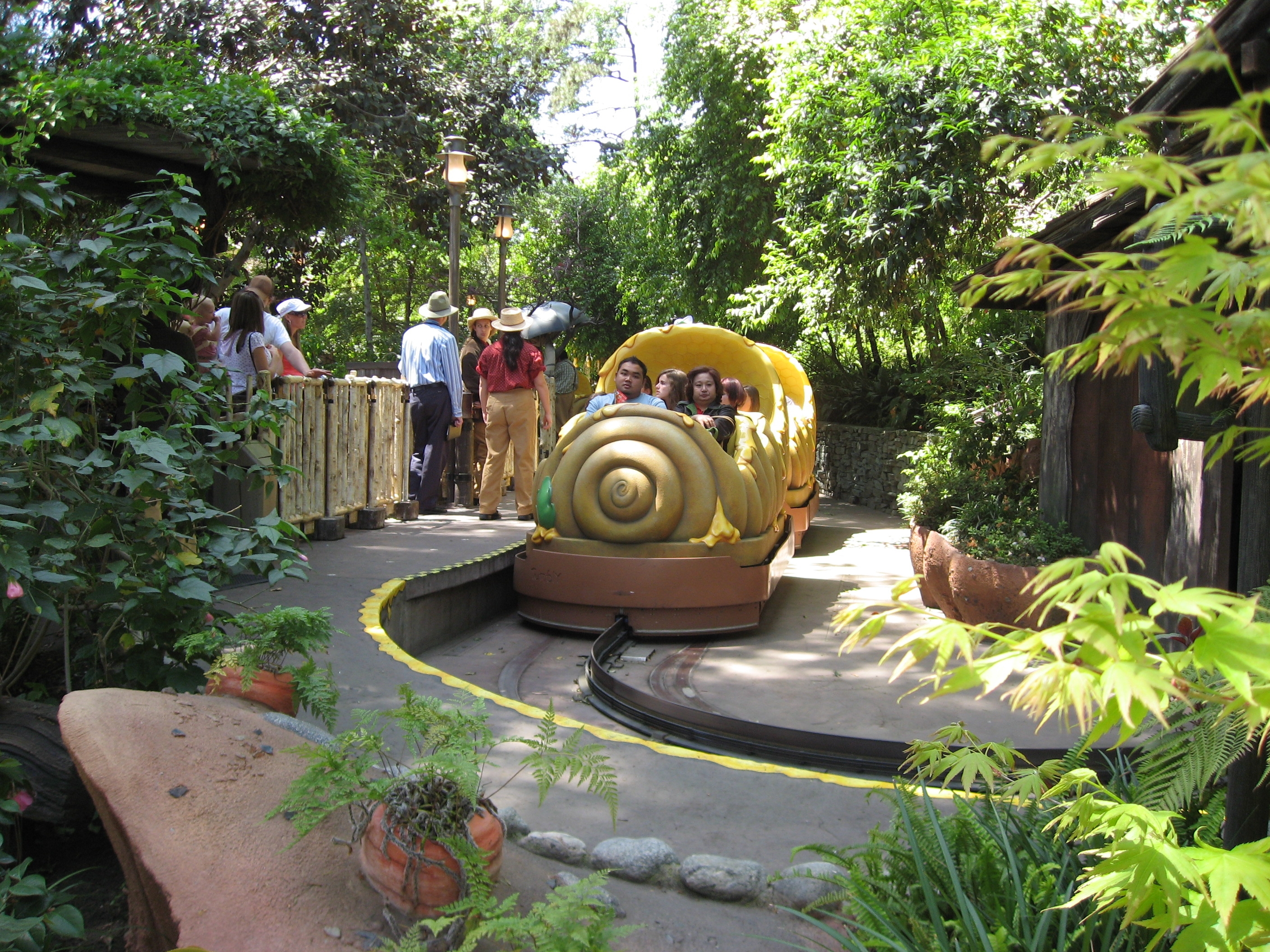
Voertuig in het station in het Disneyland Park.
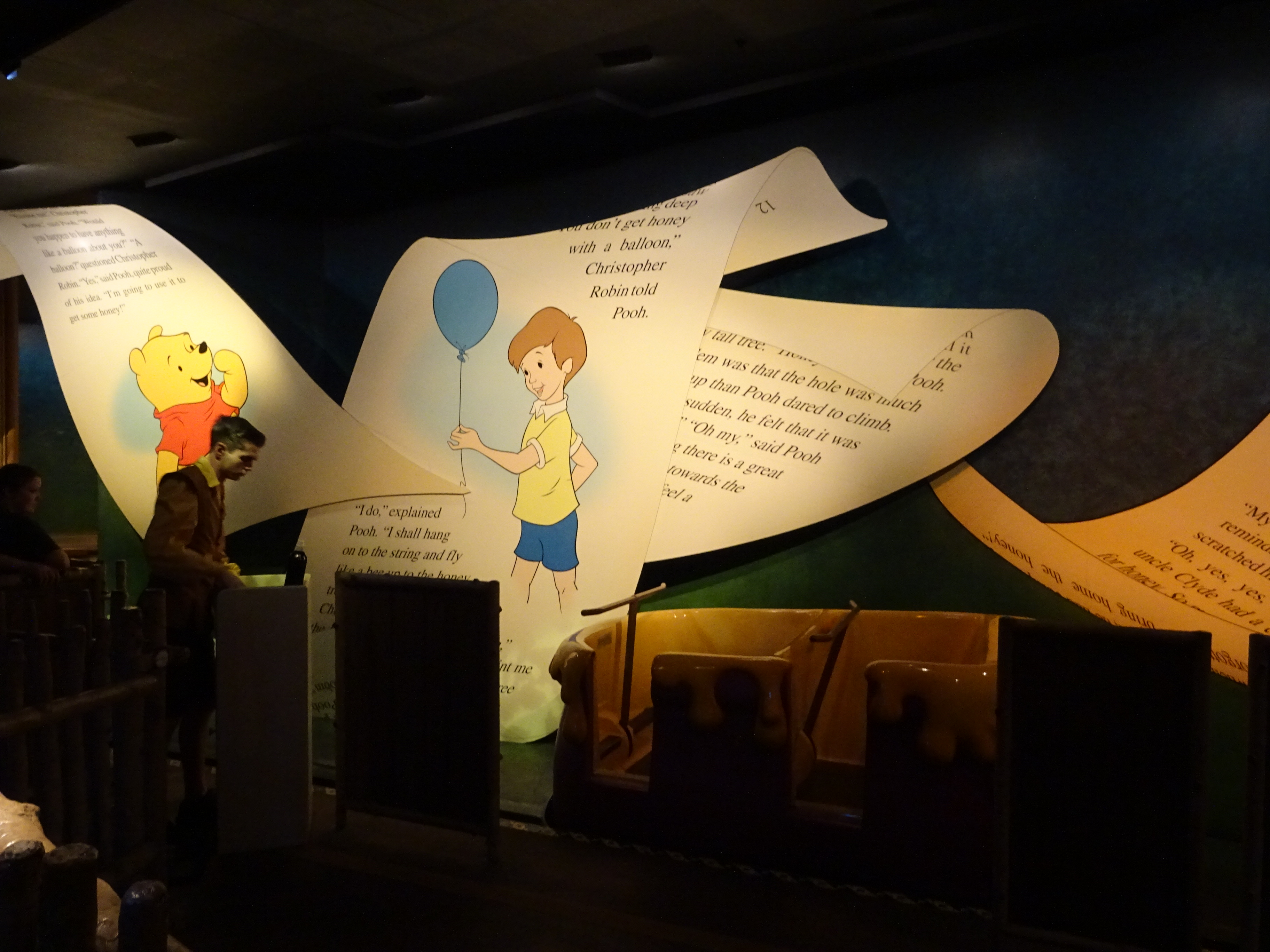
Magic Kingdom
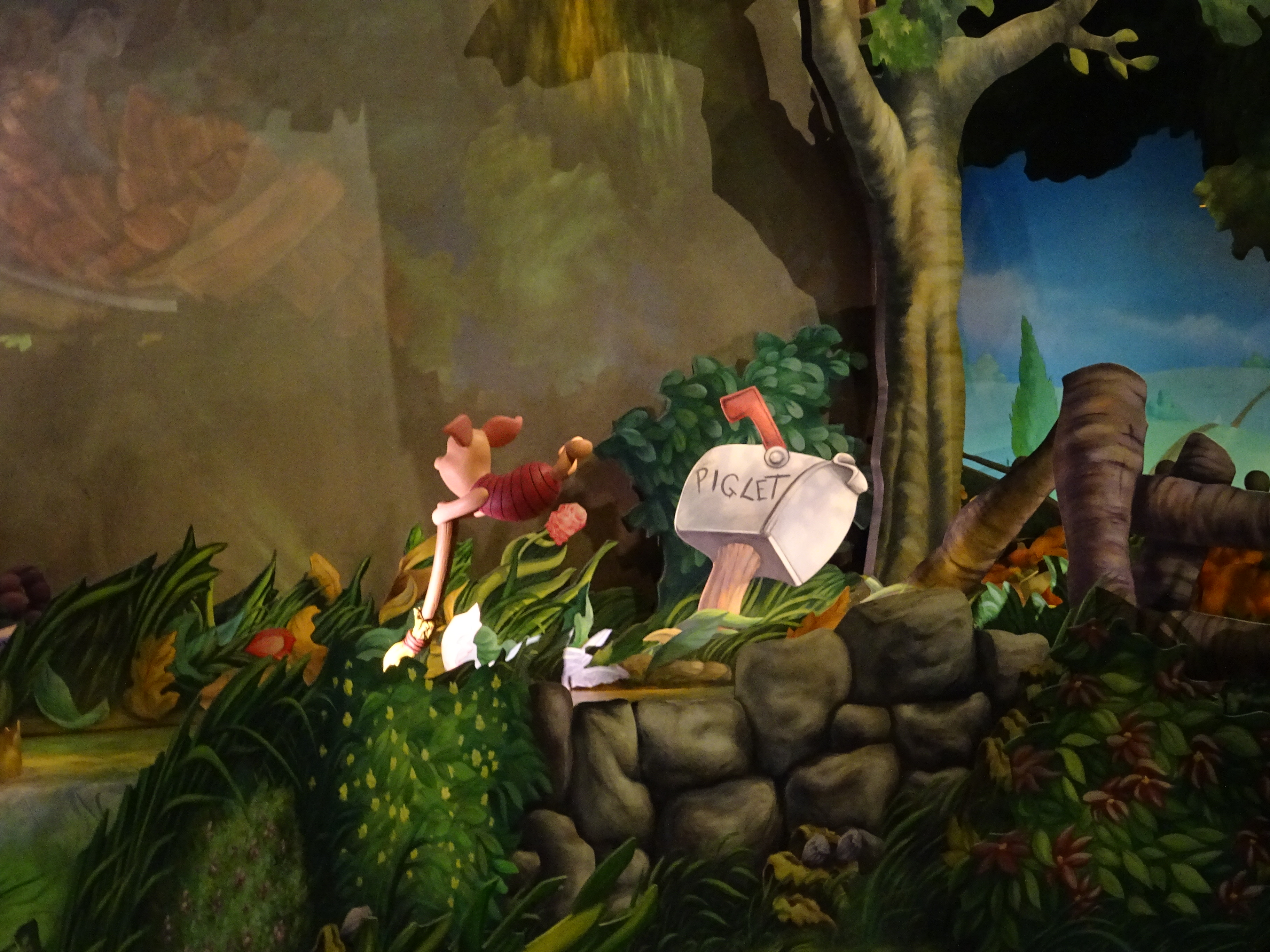
Magic Kingdom
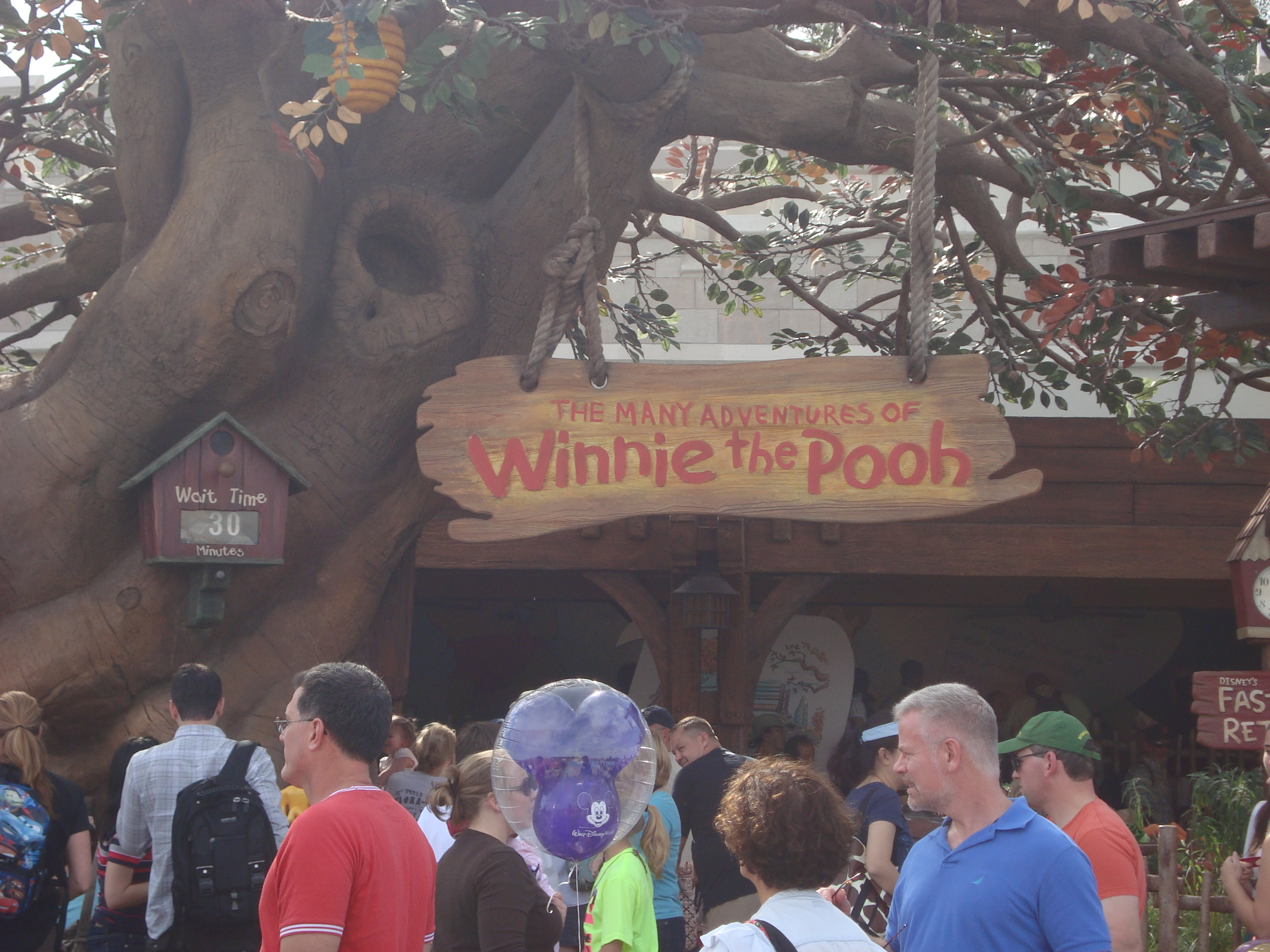
Entree in Magic Kingdom.

Walt Disney World Resort · Cinderella Castle · Lijst van attracties in Magic Kingdom · Afbeeldingen
Disneyland Resort · Lijst van attracties in Disneyland Park · Sleeping Beauty Castle · afbeeldingen
Hong Kong Disneyland Resort · Lijst van attracties in Hong Kong Disneyland · Sleeping Beauty Castle · afbeeldingen
Shanghai Disney Resort · Lijst van attracties in Shanghai Disneyland